# Nirvana (singolo Inna)
Nirvana è un singolo della cantante rumena Inna, pubblicato nel 2017 ed estratto dal suo quinto album in studio, l'eponimo Nirvana.

## Tracce
1. Nirvana – 3:14

## Classifiche
| Classifica (2017) | Posizione massima |
| ----------------- | ----------------- |
| Cile              | 48                |